# Fili (stanice metra v Moskvě)
Fili (rusky Фили) je stanice moskevského metra na Filjovské lince. Stejně jako celá linka je tato stanice pojmenovaná podle přilehlé části města.

## Charakter stanice
Stanice je konstruována jako povrchová, s bočními nástupišti. Otevřena byla 7. listopadu 1959 jako poslední ze stanic tohoto typu na Filjovské lince. Obě nástupiště jsou na rozdíl od kolejiště zastřešená; na konci stanice pak je trať přemostěná silniční komunikací. Z jejího kraje také vedou vstupy na nástupiště stanice; umístěny jsou tam dva prosklené vestibuly. Všechna schodiště jsou pevná; eskalátory zde nejsou. Z druhé strany nástupiště pak vede také cesta k nedalekému železničnímu nádraží. Roku 1962 bylo nedaleko stanice také otevřeno Depo Filjovskoje.
Fili využije denně 30 100 cestujících, což ji řadí k méně středně vytíženým stanicím.